# Дело было вечером
«Дело было вечером» (с 2016 по 2017 год — «Подмосковные вечера») — развлекательное игровое шоу.

## История создания
Шоу является адаптацией американской программы Hollywood Game Night («Голливудская игровая ночь»). Изначально выходило на «Первом канале» под названием «Подмосковные вечера» с 21 февраля 2016 по 28 января 2017 года по субботам в 23:00 (с октября по декабрь 2016 года — в 23:45/ 23:50). Ведущими были Роман Юнусов и Алексей Лихницкий. Создателями этого проекта являлась команда шоу «Вечерний Ургант», в частности, продюсером «Подмосковных вечеров» выступал Иван Ургант.
По всей России доля премьерного выпуска составила 13,4 % с рейтингом 3,5 %. Следующие выпуски в среднем получали долю в 10 %, а рейтинг составлял 2,5 %. Эти цифры нередко позволяли передаче попасть в ТОП-100 программ за неделю.
Российский тележурналист Владимир Кара-Мурза-старший охарактеризовал программу как очередную неудачу «Первого канала»:

Какие-то странные ведущие — два налысо бритых парня из «Камеди Клаба» — навязывают натужную весёлость. Но прежде всего — не смешно, а это просто катастрофа для юмористического шоу. Мне даже странно, что продюсером «Подмосковных вечеров» является Иван Ургант. Может быть, он боится конкуренции? Только этим могу объяснить такую откровенную неудачу. <…> После закрытия «Большой разницы» и «ППХ» субботние и воскресные вечера — какое-то несчастливое время для юмора на «Первом». Одна неудача за другой. То ли надо поменять креативщиков, то ли ставить что-то посерьёзнее, как делают другие каналы.

С 25 мая 2019 года программа выходила на канале СТС под новым названием «Дело было вечером». Новым ведущим программы стал Михаил Шац, для которого программа стала возвращением на телеэкраны после семилетнего перерыва. Шац сравнил её с другой юмористической программой «Хорошие шутки», которую вёл с Татьяной Лазаревой и Александром Пушным: «Идея соревнований известных людей в домашней атмосфере была философией как раз того шоу».
Изначально «Дело было вечером» выходила по субботам, а с 29 сентября 2019 года — по воскресеньям. Создателями этой версии являлись часть команды шоу «Вечерний Ургант» и часть творческой команды СТС. Музыкальным оформлением шоу в обеих версиях занималась группа Jukebox Trio.
С 8 марта 2023 года на телеканале «360°» выходит телеигра схожего формата «Подмосковные игрушки», чьи правила отчасти напоминают ранее выходившие шоу «Подмосковные вечера» и «Дело было вечером». Также в этом шоу присутствуют конкурсы, которые были замечены в аналогичных проектах. Например, «Филипп Киркробот» — аналог конкурсов «Эх, ЭВМовна!» и «Компьютера заслышав голосок».

## Формат и структура
Две команды, состоящие из четырёх игроков в каждой (три знаменитости и один обычный участник, который является капитаном команды), играют в весёлые игры, чтобы выиграть 500 тысяч рублей. В случае выигрыша какой-либо суммы звёзды жертвуют свою часть денег в благотворительный фонд, а капитан забирает остальную часть себе.
В каждом выпуске проходит пять игр. В любой игре команды зарабатывают баллы, количество разыгрывающихся баллов постоянно разное (от одного до пяти).
По итогам всех пяти игр побеждает команда с наибольшим количеством очков, что позволяет ей пройти в суперигру, в которой и разыгрывается главный приз. Для финальной игры капитан выбирает в напарники понравившуюся звезду из любой команды. Напарник должен объяснить капитану имена знаменитостей.

## Список выпусков

### На «Первом канале»
| № эпизода | Премьера   | Список участников                                          | Список участников                                         |
| --------- | ---------- | ---------------------------------------------------------- | --------------------------------------------------------- |
| 1         | 21.02.2016 | Нюша, Михаил Галустян и Александр Ревва                    | Дмитрий Шепелев, Ёлка и Иван Ургант                       |
| 2         | 05.03.2016 | Тимур Родригез, Евгений Пронин и Анна Хилькевич            | Иван Скобрев, Алла Михеева и Роман Костомаров             |
| 3         | 12.03.2016 | Агния Кузнецова, Егор Корешков и Михаил Полицеймако        | Елена Летучая, Александр Васильев и Марина Ким            |
| 4         | 26.03.2016 | Леонид Барац, Ростислав Хаит и Ксения Кутепова             | Диана Арбенина, Евгений Дятлов и Максим Виторган          |
| 5         | 09.04.2016 | Дмитрий Борисов, Ольга Ушакова и Максим Шарафутдинов       | Наталия Медведева, Дмитрий Хрусталёв и Виктор Васильев    |
| 6         | 16.04.2016 | Агния Дитковските, Марина Александрова и Алиса Хазанова    | Иван Охлобыстин, Дмитрий Харатьян и Светлана Камынина     |
| 7         | 23.04.2016 | Валерия, Вадим Галыгин и Павел Деревянко                   | Иосиф Пригожин, Анастасия Задорожная и Руслан Белый       |
| 8         | 10.09.2016 | Наталья Ионова (Глюкоза), Камиль Ларин и Андрей Бурковский | Светлана Кузнецова, Нонна Гришаева и Евгений Папунаишвили |
| 9         | 17.09.2016 | Пелагея, Антон Комолов и Дима Билан                        | Юлия Александрова, Ольга Шелест и Андрей Бедняков         |
| 10        | 24.09.2016 | Катерина Шпица, Елена Подкаминская и Валерий Сюткин        | Александр Петров, Анита Цой и Маруся Зыкова               |
| 11        | 01.10.2016 | Юлия Топольницкая, Натали и Иван Ургант2                   | Александр Гудков, Марина Федункив и Максим Галкин         |
| 12        | 08.10.2016 | Анастасия Макеева, Дмитрий Хрусталёв2 и Светлана Зейналова | Виктория Лопырёва, Екатерина Варнава и Эдгард Запашный    |
| 13        | 05.11.2016 | Марина Александрова2, Юлия Пересильд и Пётр Романов        | Регина Тодоренко, Яна Сексте и Алексей Воробьёв           |
| 14        | 12.11.2016 | Михаил Башкатов, Елена Борщёва и Александр Гудков2         | Андрей Минин, Сергей Гореликов и Наталия Медведева2       |
| 15        | 19.11.2016 | Ольга Бузова, Яна Егорян и Дмитрий Кожома                  | Алиса Гребенщикова, Дмитрий Хрусталёв3 и Денис Клявер     |
| 16        | 03.12.2016 | Антон Богданов, Зоя Бербер и Анна Плетнёва                 | Анна Семенович, Наталья Рудова и Владимир Селиванов       |
| 17        | 10.12.2016 | Баста, Альбина Джанабаева и Полина Гагарина                | L'One, Наташа Королёва и Катя IOWA                        |
| 18        | 17.12.2016 | Иван Ургант3, Татьяна Навка и Лолита Милявская             | Дмитрий Дюжев, Кристина Орбакайте и Елена Исинбаева       |
| 19        | 21.01.2017 | Алексей Ягудин, Алла Михеева2 и Анатолий Руденко           | Илья Авербух, Анжелика Каширина и Аделина Сотникова       |
| 20        | 28.01.2017 | Антон Привольнов, Светлана Устинова и Екатерина Скулкина   | Виталий Гогунский, Даша Чаруша и Татьяна Морозова         |

### На канале СТС
Первый сезон
| № эпизода | Премьера   | Список участников                                       | Список участников                                        |
| --------- | ---------- | ------------------------------------------------------- | -------------------------------------------------------- |
| 1         | 25.05.2019 | Юлия Александрова2, Егор Корешков2 и Наталия Медведева3 | Анжелика Каширина2, Юлия Пересильд2 и Тимур Родригез2    |
| 2         | 01.06.2019 | Юлия Ковальчук, Пелагея2 и Алексей Серов                | Маргарита Митрофанова, Денис Клявер2 и Анна Седокова     |
| 3         | 08.06.2019 | Ксения Корнева, Сергей Исаев и Роман Постовалов         | Иван Макаревич, Ольга Шелест2 и Роман Полянский          |
| 4         | 15.06.2019 | Владимир Маркони, Анастасия Попова и Михаил Башкатов2   | Иван Чуйков, Виктория Лукина и Гарик Burito              |
| 5         | 29.09.2019 | Анна Цуканова-Котт, Таисия Вилкова и Данила Якушев      | Сергей Светлаков, Александр Незлобин и Елена Белка       |
| 6         | 06.10.2019 | Александр Рогов, Елена Летучая2 и Антон Комолов2        | Елизавета Арзамасова, Роман Курцын и Юлия Топольницкая2  |
| 7         | 13.10.2019 | Карина Андоленко, Виктор Добронравов и Анна Банщикова   | Валерия Федорович, Роман Маякин и Виктор Васильев2       |
| 8         | 20.10.2019 | Иван Пышненко, Кирилл Нечаев и Саша ST                  | Яна Егорян2, Наталья Бардо и Елена Кулецкая              |
| 9         | 27.10.2019 | Анна Антонова, Мария Ивакова и Александр Соколовский    | Юлия Хлынина, Елена Николаева и Сабина Ахмедова          |
| 10        | 03.11.2019 | Никита Ефремов, Анна Старшенбаум и Алексей Лукин        | Екатерина Гусева, Максим Лагашкин и Алина Алексеева      |
| 11        | 10.11.2019 | Никита Тарасов, Ксения Теплова и Ирина Темичева         | Константин Соловьёв, Александр Гришаев и Катерина Шпица2 |
| 12        | 17.11.2019 | Роман Юнусов, Антон Лирник и Ника Вайпер                | Кристина Бабушкина, Ингрид Олеринская и Иван Жидков      |

Второй сезон
| № эпизода | Премьера   | Список участников                                            | Список участников                                         |
| --------- | ---------- | ------------------------------------------------------------ | --------------------------------------------------------- |
| 1 (13)    | 01.03.2020 | Юлия Ковальчук2, Саша Савельева и Дмитрий Хрусталёв4         | Влад Топалов, Давид Манукян и Евгений Рыбов               |
| 2 (14)    | 08.03.2020 | Полина Гагарина2, Илья Авербух2 и Александр Белькович        | Артём Ткаченко, Юлианна Караулова и Вячеслав Чепурченко   |
| 3 (15)    | 15.03.2020 | Владислав Лисовец, Елена Валюшкина и Ян Цапник               | Михаил Полицеймако2, Анна Ардова и Денис Никифоров        |
| 4 (16)    | 22.03.2020 | Джем, Вики и Вэл                                             | Станислав Ярушин, Тимур Тания и Екатерина Волкова         |
| 5 (17)    | 29.03.2020 | Анфиса Чехова, Пётр Романов2 и Алексей Ягудин2               | Валерия Шкирандо, Денис Косяков и Юлия Михалкова          |
| 6 (18)    | 05.04.2020 | Ёлка2, Мари Краймбрери и Андрей Звонкий                      | Ольга Дибцева, Рина Гришина и Ольга Кузьмина              |
| 7 (19)    | 12.04.2020 | Владимир Маркони2, Виктор Добронравов2 и Александр Незлобин2 | Тимур Родригез3, Кристина Каширина и Дмитрий Кожома2      |
| 8 (20)    | 19.04.2020 | Ирина Чеснокова, Роза Сябитова и Денис Клявер3               | Лукерья Ильяшенко, Евгений Папунаишвили2 и Павел Артемьев |

Третий сезон
| № эпизода | Премьера   | Список участников                                        | Список участников                                              |
| --------- | ---------- | -------------------------------------------------------- | -------------------------------------------------------------- |
| 1 (21)    | 08.11.2020 | Юлия Гаврилина, Polina и Natan                           | Максим Маринин, Надежда Михалкова и Митя Фомин                 |
| 2 (22)    | 15.11.2020 | Ростислав Хаит2, Manizha и Леонид Барац2                 | Игорь Чехов, Олег Верещагин и Юлия Михалкова2                  |
| 3 (23)    | 22.11.2020 | Кирилл Ковбас, Александра Булычёва и Шура                | Анна Попова, Александра Ревенко и Родион Газманов              |
| 4 (24)    | 29.11.2020 | Светлана Степанковская, Елена Бирюкова и Дмитрий Романов | Марина Александрова3, Анна Котова-Дерябина и Алексей Агранович |
| 5 (25)    | 06.12.2020 | Дарья Антонюк, Анна Плетнёва2 и Антон Лирник2            | Татьяна Ткачук, Катя Голышева и Дмитрий Красилов               |
| 6 (26)    | 13.12.2020 | Дарья Пицик, Снежана Самохина и Сергей Фролов            | Алиса Гребенщикова2, Алёна Бабенко и Александр Цыпкин          |
| 7 (27)    | 20.12.2020 | Катя IOWA2, Киевстонер и Наталья Ионова (Глюкоза)2       | Ирина Слуцкая, Нонна Гришаева2 и Алексей Столяров              |
| 8 (28)    | 27.12.2020 | Екатерина Кузнецова, Ольга Ломоносова и Денис Рожков     | Юрий Гальцев, Валя Карнавал и Макар Запорожский                |